# Бельканто
Белька́нто (итал. bel canto — «красивое пение») — итальянская техника виртуозного пения, в которой акцент делался на красоту звучания и техническую искусность исполнения, а не на драматическую выразительность или романтическую эмоциональность. 
Достигнув расцвета в XVIII веке, пение в стиле бельканто характеризовалось плавностью перехода от звука к звуку, вокальной орнаментикой (колоратура, фиоритура), непринуждённым звукоизвлечением, красивой и насыщенной окраской звука, выровненностью голоса во всех регистрах, лёгкостью звуковедения, которая сохраняется в технически подвижных и изощрённых местах мелодического рисунка. Поощрялись импровизационные навыки вокалистов.
В узком смысле периодом бельканто называют четыре десятилетия в истории итальянской оперы (приблизительно между 1810 и 1850 годами), когда творили композиторы Россини, Беллини и Доницетти. Созданные ими произведения до сих пор составляют значительный пласт репертуара оперных театров по всему миру. Оперная культура бельканто была утрачена по мере проникновения в итальянскую оперу эстетики романтизма, но стала возрождаться во второй половине XX века.

## Бельканто как стиль пения
Бельканто как стиль сольного пения возник и развился в Италии. Его зарождение было связано с развитием в конце XVI века оперного искусства и необходимой для исполнения оперных произведений вокальной школы. Выразительные средства бельканто формировались на основе фонетических особенностей итальянского языка и традиций народного исполнительства.

Распространение арий для одного голоса дало возможность композиторам и исполнителям уделить большее внимание искусству пения. Это выразилось в создании упражнений, называемых сольфеджио, предназначенных для тренировки голоса и улучшения исполнения произведений. Среди крупнейших знатоков и преподавателей бельканто XVIII века были Никола Порпора и Антонио Бернакки.
Вокальный стиль бельканто характеризуется ровностью голоса, отличным легато, мягким тембром, предельной подвижностью и гибкостью. В XVIII веке мужчины пели в более высоком регистре, чем позднее, причём особо ценилась (как для женских партий, так и для мужских) альтовая тесситура. В качестве основных особенностей данного стиля пения отмечаются:
- просодическое пение (использование акцентов и смысловых ударений);
- соответствие регистра и тембральной окраски голоса эмоциональному содержанию текста;
- чётко артикулированная манера фразировки, основанная на введении грамматических и риторических пауз;
- разнообразие вокализации за счёт различных типов легато и стаккато;
- активное использование нескольких видов портаменто;
- messa di voce (плавное изменение громкости звука) как основной способ выражения;
- частое изменение темпа через ритмическое рубато и ускорение/замедление общего движения;
- включение орнаментальных пассажей как в арии, так и в речитативы;
- использование жестов как мощного средства усиления выразительности вокала;
- применение вибрато преимущественно для акцентирования отдельных слов и украшения протяжённых нот.

Технике уделялось большее внимание, чем громкости, и это привело к тому, что стиль бельканто долго ассоциировался с упражнением, которое подтверждало бравуру исполнителя: такой певец должен был держать перед собой свечу, петь, и пламя свечи не должно было двигаться. Это делалось для контроля правильности певческого дыхания: оно не должно быть форсированным и колебать пламя свечи. А сила, красота тембра, лёгкость и полётность голоса достигалась не нажимом дыхания на гортань, а эффективным использованием певцом резонансных свойств голосового аппарата. Техника бельканто — это резонансная техника пения.
Челлетти  в «Истории бельканто» связывает эту вокальную технику с эпохой барокко и считает завершающей точкой её развития последнюю оперу-сериа — «Семирамиду» Россини (1823).  Техника бельканто культивировалась всеми барочными композиторами, работавшими с итальянскими певцами (А. Скарлатти, Перголези, Гендель, Хассе и т. д.). Основными её творцами, носителями и преподавателями были певцы-кастраты, на смену которым пришли тенора-контральтино. Неслучайно исчезновение бельканто совпало с уходом на покой последних кастратов. 
В операх барокко арии многократно повторялись раз за разом, и для сохранения внимания публики певцы должны были уметь импровизировать, представляя повторяющиеся музыкальные мотивы каждый раз с новыми эмоциями. Соответственно, бельканто предполагало право вокалиста на импровизационные украшения партитуры (см. фиоритура) и его владение вариационными формами.

## Бельканто как период в истории оперы
Периодом бельканто в итальянской опере называют не эпоху барокко, а четыре последних десятилетия бытования соответствующего стиля пения (приблизительно между 1810 и 1850 годами), когда творили Россини, Беллини, Доницетти, Меркаданте, Пачини, Ваккаи, а также молодой Верди — композиторы, которые наибольшее внимание уделяли красоте, подвижности и выразительности виртуозно натренированного вокала (см. колоратура), причём оркестр часто служил скорее фоном, призванным оттенить голос певца. Стилистически их творчество разнообразно: так, если стиль Россини искрится и плещет виртуозной энергией и ритмическим динамизмом, то для Беллини свойственны протяжённые лирические мелодии в сочетании с накалом эмоций.
Хотя Россини признаётся «королём» бельканто, его наследники — Беллини и Доницетти — продвинули оперное искусство в сторону большей эмоциональной глубины и драматического реализма, не порывая при этом с эстетикой бельканто. «Нескончаемые мелодии» (melodia infinita) Беллини, хоть и переключили внимание с орнаментики на лиризм, оставались в рамках традиции бельканто, так как были призваны подчеркнуть виртуозное владение голосом. Партитуры Доницетти сводят количество прописанных украшений к минимуму, оставляя пространство для творческой импровизации исполнителей, что также соответствует стандартам исполнительской практики бельканто. Сцена безумия Лючии из его романтической оперы «Лючия ди Ламмермур» (1835) всё ещё включает развёрнутую колоратуру — арпеджио, трели и каденции, — передающие её душевный надлом. 
Оперы бельканто противопоставляются как немецкой оперной школе (главным образом воплощённой в произведениях Рихарда Вагнера, где вокальная составляющая не играет столь исключительной роли), так и произведениям Верди (зрелого периода) и других итальянских композиторов второй половины XIX века, которые переместили фокус внимания с колоратуры на эмоционально наполненную кантилену. Разрыв между периодом бельканто и последующими часто оценивается как оперная реформа.

## Закат бельканто
Критики итальянской певческой традиции (в диапазоне от Глюка до Вагнера) выступали против излишнего акцента на вокальную изощрённость (преувеличение роли колоратуры) и иных «злоупотреблений», в которых виделась демонстрация техники ради самой техники — вокализация, лишённая содержания. Да и публика эпохи романтизма выказывала пресыщенность музыкой, перегруженной вокальными украшениями. К тому же после исчезновения кастратов тенорам для достижения сопоставимых с ними высоких нот приходилось постоянно прибегать к головному резонансу, но такое звучание не всегда обладало достаточной мощью и, при недостаточном искусстве певца, могло производить впечатление искусственного до вычурности.
Для перехода между вокальными эстетиками классицизма и романтизма ключевым стало освоение «грудного» звучания высоких нот. В начале 1830-х годов Жильбер Дюпре стал исполнять до4 в полном голосе, без использования головного резонанса, положив начало традиции высоких грудных «до» (do di petto). Его старший современник Дж. Б. Рубини продолжал традиции бельканто, ставя подвижность голоса и нюансировку выше драматической напряжённости, которая была характерна для нового тенорового пения. Тем не менее неуклонное расширение размеров оркестров и оперных залов вынуждало теноров идти по пути Дюпре с тем, чтобы иметь возможность «пробивать» своим голосом плотное оркестровое звучание в крупных залах. 

Таким образом, бельканто было оставлено в пользу более могучего, мужественного и эмоционально напряжённого стиля исполнения, который соответствовал страстям и грандиозности французских «больших опер», вагнеровских драм и вердиевского репертуара. Эпоха романтизма ценила в вокальном стиле мощь, мужественность и непосредственность выражения чувства, что было особенно важно для героических теноровых партий. Техники головного резонанса с их ярким, мелодичным и порой несколько  андрогинным тембром менее подходили для героического идеала тенора, который был призван воплощать силу и страсть. Высокие ноты Дюпре в грудном регистре обеспечивали более глубокий и уверенный звук, находивший отклик у публики эпохи романтизма: «Красота и грация уступили место звуковой мощи и выразительности, недосягаемая тесситурная высота, лёгкость и прихотливость вокального рисунка — „естественному“ диапазону, „затемнённому“ тембру и сравнительной простоте мелодических линий». 
Отказ от орнаментальной манеры пения вызывал недоумение у традиционалистов, которые воспринимали драматичное пение в стиле Дюпре как крик вместо пения. Характерен газетный отзыв об исполнении во Флоренции 1833 года одной из опер Доницетти:
Если в некоторых местах оперы сила переходила в напряжение, мы склонны приписывать это чрезмерным страстям и грандиозным характерам, которые требовалось выразить и поддержать. Порой кричали вместо пения, но ситуация почти диктовала этот крик. (...) Некоторые говорили: «Это называется пением души!» Другие: «Это называется криком сердца!» Первые утверждали: «В определённых ситуациях крик — это вершина пения». Вторые отвечали: «Крик всегда остаётся криком и никогда пением!» «Но, — добавляли первые, — в природе, когда душа разрывается, человек кричит; следовательно, в изящных искусствах, подражающих природе…» «Если это изящные искусства, — отвечали другие, — они не должны подражать уродливому в природе; согласитесь, что в природе человек совершает поступки, где лучше всего молчание…»
В конце XIX века и в первой половине XX века оперы бельканто стали постепенно сходить со сцен оперных театров. К 1930-м годам возрождение гремевших за век до этого по всей Европе опер Россини казалось немыслимым. После десятилетий господства вердиевского, вагнеровского и веристского репертуара в  труппах большинства оперных театров не осталось ни колоратурных сопрано, способных к воспроизведению изощрённых вокальных трелей, ни (тем более) певцов с голосами достаточно высокими и подвижными для того, чтобы адекватно справляться с партитурами первой четверти XIX века.

## Возрождение бельканто
Одним из первых термин bel canto употребил Ваккаи в сочинении «12 ариетт для изучения итальянского бельканто» (1840). Термин этот не связывался ни с каким конкретным стилем пения до начала 1860-х годов, когда им стали обозначать в ностальгическом смысле манеру пения, начавшую исчезать лет за тридцать до этого. По воспоминаниям, в 1858 году Россини сетовал в своём парижском салоне: «Увы, мы потеряли наше бельканто». Тем не менее в XIX веке термин bel canto не встречается ни в одном словаре — ни в словарях общей лексики, ни в музыкальных. 
По-видимому, как обозначение старинной манеры пения (с виртуозной орнаментикой и/или протяжными, плавными, сложными для исполнения кантиленными фразами) этот термин стал употребляться итальянскими вокальными педагогами рубежа XIX и XX веков из круга Антонио Котоньи (1831—1918). Бельканто противопоставлялось ими как беспрецедентно эмоциональной и «яростной» манере исполнения (с упором на вибрато), которая была свойственна господствовавшей в то время эстетике веризма, так и набиравшим популярность за пределами Италии техникам распева (см. шпрехгезанг).
Возрождение интереса к «довердиевскому» итальянскому репертуару началось после Второй мировой войны и связано с именами дирижёра Туллио Серафина, а также певиц Марии Каллас и Джоан Сазерленд, которая в 1950-е годы виртуозно освоила орнаментальный стиль начала XIX века. С развитием традиций аутентичного исполнительства стали возвращаться в репертуар давно не ставившиеся оперы Россини «второго ряда». Этому способствовали появившиеся в 1980-е годы специализированные фестивали музыки бельканто (Фестиваль Россини в Пезаро, фестиваль «Россини в Вильдбаде»). 
Препятствием для возвращения в репертуар опер Россини было отсутствие в труппах оперных театров мужских голосов, способных исполнять партии в той тесситуре, на которую рассчитывал сам композитор («россиниевский тенор» и баритенор). Эту проблему удалось разрешить только в 1980-е и 1990-е годы.